# ヴォルブランツハウゼン
ヴォルブランツハウゼン (ドイツ語: Wollbrandshausen) は、ドイツ連邦共和国ニーダーザクセン州ゲッティンゲン郡に属す町村（以下、本項では便宜上「町」と記述する）で、ザムトゲマインデ・ギーボルデハウゼンを構成する町村の一つである。

## 地理
ヴォルブランツハウゼンは、ウンターアイヒスフェルトに位置しており、ギーボルデハウゼンを本部所在地とするザムトゲマインデ・ギーボルデハウゼンに属す。

## 歴史
現在知られているヴォルブランツハウゼンの最も古い文献記録は、1105年のものであり、おそらくこの地域の他の村落と同じ程度に古い集落であった。この史料はマインツ大司教ルートハルトがカトレンブルク修道院に発行した所領証明書であった。この文書中にカトレンブルク伯ディートリヒが「Walbernhusen」近郊の農地をマインツ大司教に寄進した旨が記載されている。ディートリヒ・フォン・カトレンブルクの死後、ヴォルブランツハウゼンの所領はノルトハイム伯のものとなり、さらにその後ハインリヒ獅子公のものとなった。1432年にブラウンシュヴァイク公からマインツ大司教（＝マインツ選帝侯）に売却され、遅くとも14世紀半ばまでにはアムト・ギーボルデハウゼンに属した。ヴォルブランツハウゼンは選帝侯領の境界地域に位置し、ゲッティンゲンへの街道筋に面していたため、17世紀から18世紀には戦争で甚大な被害を受けた。三十年戦争では1623年と1626年の2度焼き払われ、七年戦争では1761年にハノーファー軍とフランス軍との戦場になった。
1855年、町の境界部分にあるヘーアーベルクに十四救難聖人を讃える霊場が設けられた。ここへの巡礼は、1850年からアイスフェルトで流行していたコレラをヴォルブランツハウゼンに持ち込み、30人の死者を出す原因となった。6月の第2日曜日に「小巡礼」が行われており、6月21日の後最初の日曜日に行われていた「大巡礼」は廃れていった。この他、9月の最終日曜日には聖エウスタキウスを讃える騎士のミサが行われる。
集落の原点は教会付近であった。現在のカトリック教会、聖ゲオルク教会は1796年に古典主義様式で建設された。

## 行政

### 議会
ヴォルブランツハウゼンの議会は9人の議員で構成される。

### 首長
トルステン・フライベルク (CDU) は、2016年11月の選挙で町長に選出された。

### 紋章
図柄: 赤地に、前脚を上げた馬に乗った聖ゲオルク。彼の両手は、ドラゴンの開いた口に突き刺した槍を握っている。騎士、馬、ドラゴンは金色である。

## 文化と見所

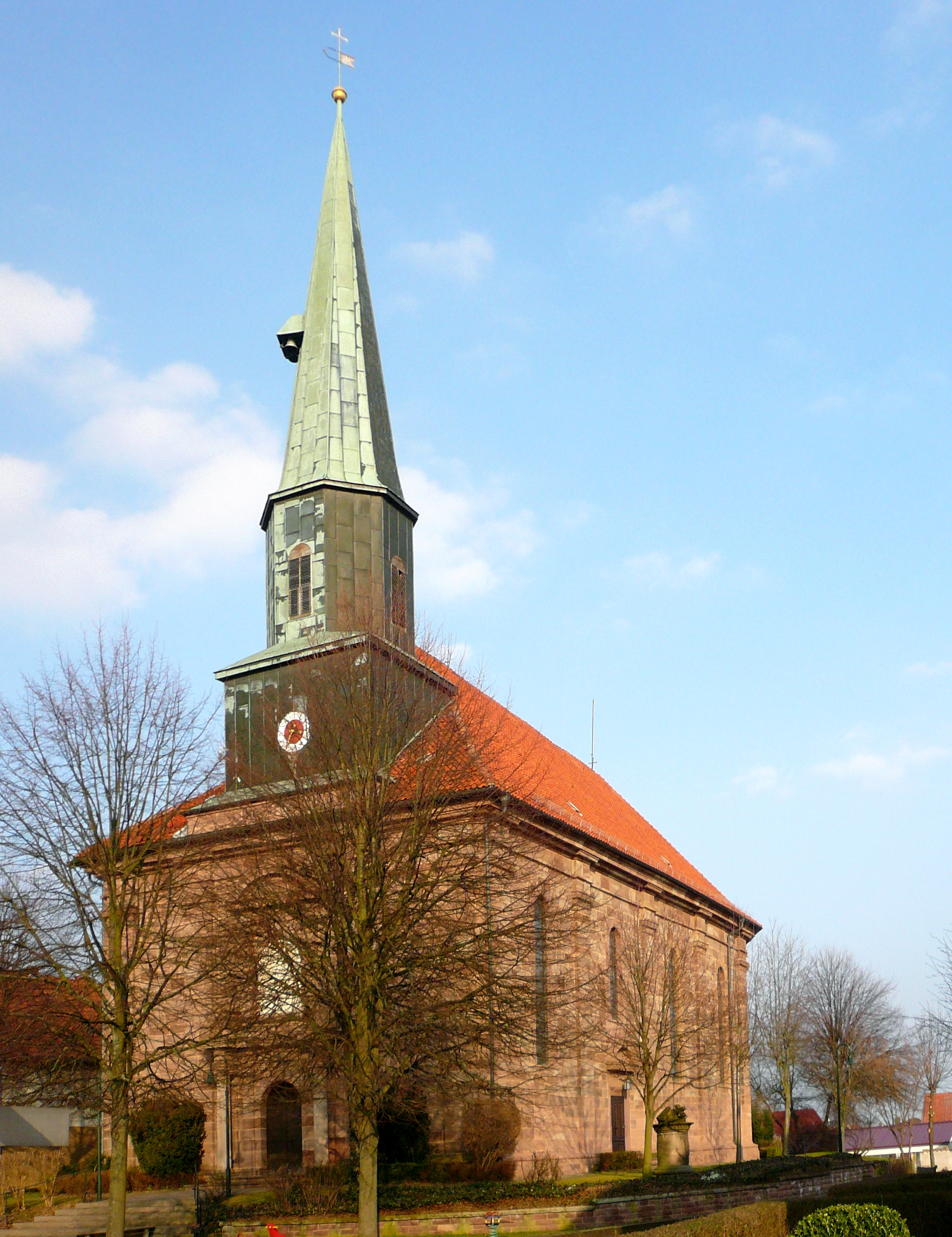
聖ゲオルク教会

### 聖ゲオルク教区教会
ヴォルブランツハウゼンの聖ゲオルク教区教会は、ウンターアイヒスフェルトに4つある古典主義建築様式による宗教建造物の1つである。多角形の内陣室と、銅葺きの尖塔を有するブンテル砂岩製建築である。外壁に取り付けられた付柱の垂直の台座と水平の編髪型のコーニスが均整の取れた外観を形作っている。西のファサードには張り出した玄関部がありその高い位置に設けられた窪みに聖ゲオルクのレリーフが嵌め込まれている。ホールを覆う切り込みアーチ式の鏡型ヴォールトで構成される空間建築は、歯状装飾、玉飾り（ビード・アンド・リール）、パルメット・フリーズ（ヤシをモチーフにした装飾）といった古代風の装飾モチーフで飾られている。これらは付柱と直角に交わるコーニスに取り付けられている。内陣室の東壁には、かつて漆喰が上塗りされていたフレスコ画が復元されている。主祭壇はヒルデスハイムの彫刻家ヨプスト・ハインリヒ・レッセンによって造られたもので、18世紀前期のものである。これよりも古いヘンネッケンローデの祭壇は、おそらくドゥーダーシュタットの枢機卿コップの指示で1862年までにヴォルブランツハウゼンに持ち込まれたものである。当時、コップがヘンネッケンローデの枢機卿であったことは、この説を支持している。脇祭壇は、ネポムクの聖ヨハネの殉教を描いており、色彩的に主祭壇と対照を成している。脇祭壇の上部には2枚の絵がある。これらの絵は聖人に起こった時間的に連続したできごとを描いており、1枚がモルダウ川の橋から突き落とされる場面、もう1枚は水に横たわる聖人を描いている。教会内にはさらに、後期ゴシック様式による子を抱いた三日月の聖母の像があるが、そのスカートの裾下からグロテスクな月の顔が見える。

### 聖十四救難聖人の巡礼礼拝堂
ヴォルブランツハウゼンの北約 1.8 km に位置するヘーアーベルクは高さ 242 m であり、ウンターアイヒスフェルトで最も高いというわけではないが、全方角の眺望が得られる孤立した位置にあるため、ウンターアイヒスフェルト全域で最も素晴らしい展望ポイントとなっている。このヘーアーベルクの巡礼礼拝堂の成立史に関する信頼できる情報は、ヴォルブランツハウゼンの司祭アウグスト・フォッケからヒルデスハイム司教エードゥアルト・ヤーコプ・ヴェーデキンに宛てた1855年8月7日の報告書である。これはヴォルブランツハウゼン教会組織により出版された年代記『Die Wallfahrtskapelle auf dem Höherberg 1856-2006（ヘーアーベルクの巡礼礼拝堂 1856年 - 2006年）』で読むことができる。巡礼礼拝堂の前史に対するアウグスト・フォッケの詳細な記述は、コレラの被害を免れた際にフォッケが立てたヘーアーベルクに礼拝堂を建てるという誓いを実行したものであるという俗説を明快に比定している。毎年5月1日にヴォルブランツハウゼン男声合唱団が参加して巡礼開きが行われる。この他に、小巡礼、大巡礼、馬の巡礼、およびマリア被昇天祭の光のパレードが開催される。

### 1890年から行われている謝肉祭
謝肉祭の伝統はヴォルブランツハウゼン特有のものである。謝肉祭は、この町の年間最大の行事である。他の謝肉祭の伝統とは異なり、王子様のカップルも王子の衛兵もいない。メインイベントは模擬法廷と模擬診察である。バラの月曜日の前の土曜日に、スピーチ、ダンス、その他のパフォーマンスが開催される「演壇の夕べ」を伴う式典が始まる。続く日曜日には町内のサークルが参加して集落内を練り歩く謝肉祭のパレードが行われる。バラの月曜日は一連の催しのクライマックスである。この日は「Stümpelessen」（貧しい朝食）で始まる。午後には模擬法廷で罪人に見立てられた、ほとんどが16歳の若い住民に首枷がかけられ顔を剃られる。これによって大人社会への参加が許されるしきたりである。若い女性は模擬診察で検査される。また数年前から、バラの月曜日の晩には仮面舞踏会が開かれるようになっている。火曜日のは模擬法廷と模擬診察が改めて行われ、ソーセージや卵の寄附が集められる。その夕方、午前中に寄附されたソーセージを使って、集落の住民みんなで伝統的なソーセージの食事会が行われる。水曜日、ニシンの食事会でヴォルブランツハウゼンの謝肉祭は幕を閉じる。

### その他の年中行事
この他に町が盛り上がる年中行事としては、アマチュア劇団聖ヨーゼフの公演がある。100年以上前からクリスマスの翌日に毎年別の演目を上演する。これは、1月の初め、多くは公現祭の日に再演される。
さらに、射撃祭、遠足、サークルの舞踏会やスポーツ週間などがある。教会の年中行事には聖体の祝日のパレードや、聖マルティヌスの日がある。

## 経済と社会資本

### 交通
ヴォルブランツハウゼンは、ゲッティンゲンからヘルツベルク・アム・ハルツへ向かう連邦道B27号線に面している。また郡道114号線経由でネルテン＝ハルデンベルクからドゥーダーシュタットに向かう連邦道B446号線で道路網に接続する。バス路線170系統が1時間ごとにゲッティンゲンとドゥーダーシュタットの間を運行している。

### サークル活動
ヴォルブランツハウゼンには以下のサークルがある。
- ゲゼリガー・シュッツェンフェライン・ヴォルブランツハウゼン・フォン 1978 e.V. （社交射撃クラブ）
- 聖ヨーゼフ男声合唱団
- 婦人会
- スポーツクラブ・ヴォルブランツハウゼン e.V. 1929
- ヴォルブランツハウゼン消防団（初期消火団）

### 公共施設
- 町の窓口を有する公民館

### バイオエネルギー
隣接するクレーベックとともにヴォルブランツハウゼンはバイオエネルギー村となっている。両町の間の連邦道B27号線沿いにバイオエネルギー・ヴォルブランツハウゼン＝クレーゲル eG の大規模なバイオガス施設が建設され、遠隔地域暖房網が整備されている。このプロジェクトはゲッティンゲン郡主導で始められ、その後たとえばユーンデでの再生エネルギー利用などに繋がっている。

## 引用
1. ↑  Landesamt für Statistik Niedersachsen, LSN-Online Regionaldatenbank, Tabelle A100001G: Fortschreibung des Bevölkerungsstandes, Stand 31. Dezember 2023